# Viston och spelmansglädje
Viston och spelmansglädje utkom 1969 och är ett musikalbum med den kristna sångaren Artur Erikson tillsammans med Västerdalskören och Gagnefs spelmanslag. Skivan innehåller en blandning av folkmusik, visor och koralmelodier; samtliga med anknytning till Dalarna.
Artur Erikson har komponerat melodin till sången "En visa om sommaren".

## Låtlista

### Sida 1
1. Erik Nyberg; bockhorn: Hornlåt
2. Artur Erikson med Västerdalskören: Väverskan
3. Gagnefs spelmanslag: Tansbulåten
4. Artur Erikson: Om du kom som en främling
5. Västerdalskören: Psalm från Älvdalsåsen
6. Gagnefs spelmanslag: Gånglåt (Till budom och sommarens glädje)
7. Artur Erikson; Kerstin Hindart: Det är något bortom bergen
8. Artur Erikson: Jerusalem
9. Gagnefs spelmanslag: Kruskopp Kerstis skänklåt
10. Artur Erikson med Västerdalskören: Den signade dag (koralvariant från Leksand)

### Sida 2
1. Artur Erikson: Till min syster
2. Gagnefs spelmanslag: Äppelbo gånglåt
3. Västerdalskören: Liljan i grön dalen
4. Gagnefs spelmanslag: Kringellek
5. Artur Erikson: En gammal rocksvarvare
6. Västerdlaskören: Kvällen stundar
7. Artur Erikson: En visa om sommaren
8. Gagnefs spelmanslag: Skänklåt från Gagnef
9. Artur Erikson; Kerstin Hindart: Men jag hörde en sång (Text: Dan Andersson/Musik: Gustaf Nordqvist)
10. Artur Erikson med Västerdalskören: Jag lyfter mina händer (koralvariant från Mora)
11. Artur Erikson med Västerdalskören: Om sommaren sköna (Dala vägvisare)